# Kościół ewangelicki w Pierśćcu
Kościół ewangelicki w Pierśćcu – kościół ewangelicko-augsburski w Pierśćcu, w województwie śląskim w Polsce. Należy do parafii ewangelicko-augsburskiej w Skoczowie.

## Historia
Pierwsza kaplica ewangelicka w Pierśćcu istniała do 28 października 1616 r., kiedy to uległa spaleniu. Nową świątynię wybudowano w 1618 r. na terenie obecnego cmentarza katolickiego. Funkcjonowała ona do czasu jej odebrania w 1654 r. Kaplica wróciła jednak tymczasowo do ewangelików, odebrano im ją ponownie w 1718 r. Po tej dacie luteranie spotykali się potajemnie w domach prywatnych oraz w leśnych kościołach. Po wybudowaniu kościoła ewangelickiego w Drogomyślu mieszkańcy wsi uczęszczali tam na nabożeństwa.
W 1865 r. Pierściec przyłączono do parafii ewangelicko-augsburskiej w Skoczowie. Nowa kaplica na terenie miejscowości powstała w 1914 r. na działającym od 1858 r. cmentarzu ewangelickim. 11 października 1914 r. odbyło się jej poświęcenie. Kaplica została rozebrana po 1994 r.
Kościół ewangelicki wybudowano w latach 1984-1989. Poświęcenia dokonał 15 października 1989 r. ksiądz biskup Janusz Narzyński razem z proboszczem skoczowskim Janem Nogą i księdzem Andrzejem Czyżem. Towarzyszyli im również księża Ryszard Janik z Jaworza, Karol Macura z Drogomyśla oraz Jan Gross z Mikołowa.